# Gelfiltrering
Gelfiltrering, även känt som GPC (Gel Permeation Chromatography) är en kromatografisk metod för att separera proteiner och andra större molekyler baserat på storlek. När man utför gelfiltrering separerar en analyt baserat på dess storlek. Metoden kallas även SEC (Size Exclusion Chromatography).
Som en teknik utvecklades SEC först 1955 av Lathe och Ruthven. Termen gelpermeationskromatografi kan spåras tillbaka till J.C. Moore från Dow Chemical Company som undersökte tekniken 1964. Den proprietära kolonntekniken licensierades till Waters Corporation, som sedan kommersialiserade denna teknologi 1964. I Sverige utvecklades gelfiltrering som metod av de svenska kemisterna Jerker Porath och Per Flodin, som presenterade sina resultat 1959. Metoden kommersialiserades av Pharmacia.

## Funktion

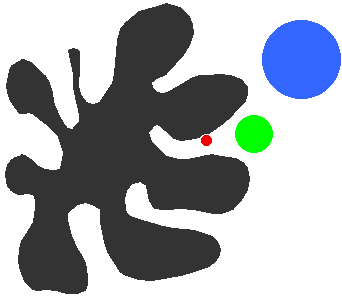
Schematik av por vs analytstorlek

Vid gelfiltrering använder man vanligtvis en gel av en polysackarid som är formad till små kulor. Kulorna består av fina kanaler och suger därför lätt upp vätska och sväller. Den svällda gelen placeras i en kromatografikolonn. Proteiner med olika molekylstorlek vandrar olika fort genom kolonnen. Anledningen till det är att kanalerna i gelkulorna har olika vidd. Ju mindre molekylerna är desto lättare kan de tränga in i de smala, slingrande kanalerna. Små molekyler transporteras på så sätt en längre väg genom kolonnen än stora molekyler. Vägen blir längst för de allra minsta molekylerna eftersom de passerar genom flest kanaler. De största molekylerna tar genvägen förbi gelkornen och kommer på så vis först ut ur kolonnen. Man kan säga att gelfiltreringen ger "omvänd silverkan".

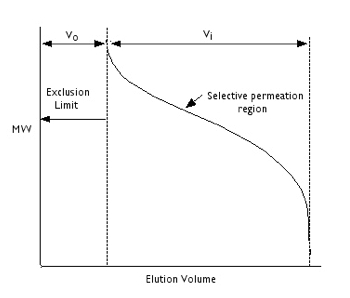
Område av molekylvikter som kan separeras för varje packningsmaterial

Om en analyt är för stor i förhållande till kolonnens porer, kommer den inte att kvarhållas alls och kommer att uteslutas helt; omvänt, om analyten är liten i förhållande till porstorlekarna, kommer den att vara helt genomträngande. Analyter som är helt uteslutna eluerar med den fria volymen utanför runt partiklarna (Vo), den totala uteslutningsgränsen, medan analyter som är helt fördröjda eluerar med lösningsmedlet, vilket markerar kolonnens totala permeationsvolym, inklusive lösningsmedlet hålls inuti porerna (Vi). Den totala volymen kan betraktas med följande ekvation, där Vg är volymen av polymergelen och Vt är den totala volymen: {\displaystyle Vt=Vg+Vi+Vo}
Som kan noteras finns det ett begränsat intervall av molekylvikter som kan separeras av varje kolonn, därför bör storleken på porerna för packningen väljas i enlighet med molekylviktsintervallet för analyter som ska separeras. För polymerseparationer bör porstorlekarna vara i samma ordning som de polymerer som analyseras. Om ett prov har ett brett molekylviktsområde kan det vara nödvändigt att använda flera GPC-kolonner med varierande porvolymer i tandem för att lösa upp provet helt.

## Användning
GPC används ofta för att bestämma den relativa molekylvikten för polymerprover såväl som fördelningen av molekylvikter. Vad GPC verkligen mäter är den molekylära volymen och formfunktionen som definieras av den inre viskositeten. Om jämförbara standarder används kan dessa relativa data användas för att bestämma molekylvikter inom ± 5 procent noggrannhet. Polystyrenstandarder med dispersiteter på mindre än 1,2 används vanligtvis för att kalibrera GPC. Tyvärr tenderar polystyren att vara en mycket linjär polymer och därför är det som standard bara användbart att jämföra det med andra polymerer som är kända för att vara linjära och av relativt samma storlek. 

## Dataanalys
Gelpermeationskromatografi (GPC) har blivit den mest använda tekniken för att analysera polymerprover för att bestämma deras molekylvikter och viktfördelningar. Exempel på GPC-kromatogram av polystyrenprover med deras molekylvikter och dispersiteter visas till vänster.

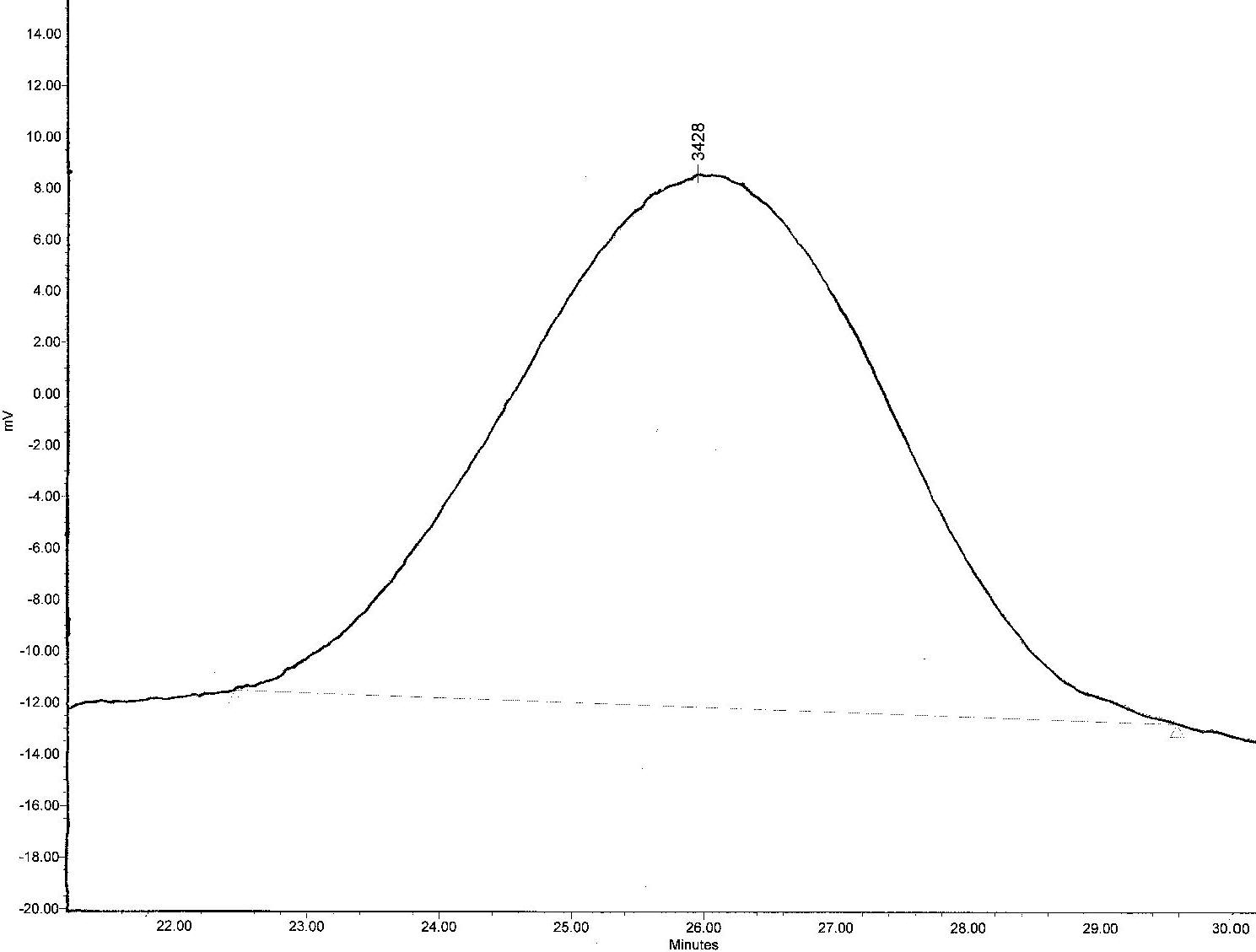
GPC-separation av anjoniskt syntetiserad polystyren. Mn = 3 000 g/mol, ^ = 1,32

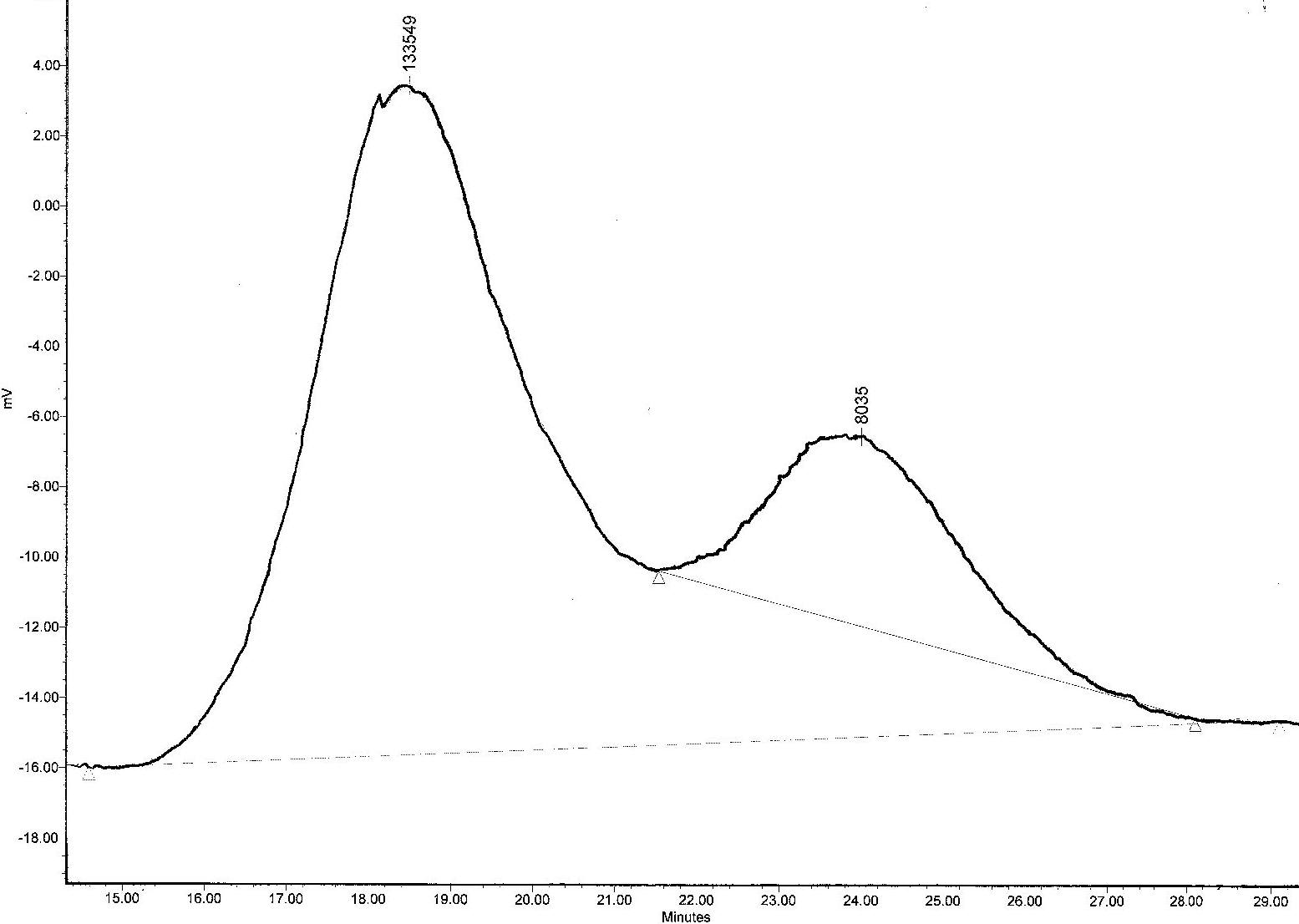
GPC-separation av friradikalsyntetiserad polystyren. Mn = 24 000 g/mol, ^ = 4,96

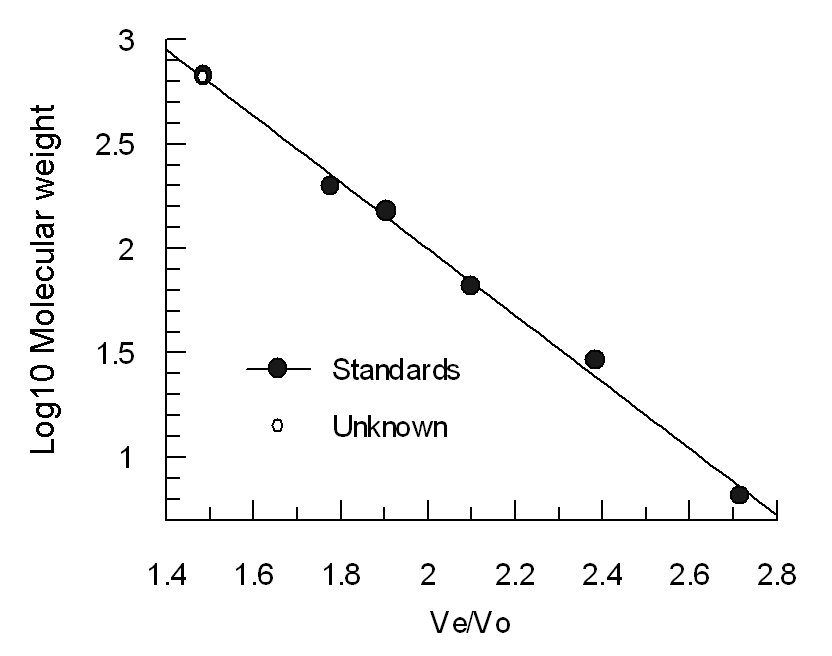
Standardisering (kalibrering) av en kolumn för uteslutning av storlek

 Benoit et al. föreslog att den hydrodynamiska volymen, Vη, som är proportionell mot produkten av [η] och M, där [η] är gränsviskositeten för polymeren i SEC-eluenten, kan användas som den universella kalibreringsparametern. Om Mark–Houwink–Sakurada-konstanterna K och α är kända, ger en kurva av log[η]M mot elueringsvolymen (eller elueringstiden) för ett visst lösningsmedel, kolonn och instrument en universell kalibreringskurva som kan användas för vilken polymer som helst i det lösningsmedlet. Genom att bestämma retentionsvolymerna (eller tiderna) för monodispersa polymerstandarder (till exempel lösningar av monodispers polystyren i THF), kan en kalibreringskurva erhållas genom att plotta logaritmen för molekylvikten mot retentionstiden eller -volymen. När väl kalibreringskurvan har erhållits kan gelpermeationskromatogrammet för vilken annan polymer som helst erhållas i samma lösningsmedel och molekylvikterna (vanligen Mn och Mw) och den fullständiga molekylviktsfördelningen för polymeren kan bestämmas. En typisk kalibreringskurva visas till höger och molekylvikten från ett okänt prov kan erhållas från kalibreringskurvan.

## Fördelar
Som separationsteknik har GPC många fördelar. Först och främst har den en väldefinierad separationstid på grund av det faktum att det finns en slutlig elueringsvolym för alla oerhållna analyter. Dessutom kan GPC tillhandahålla smala band, även om denna aspekt av GPC är svårare för polymerprover som har breda intervall av molekylvikter närvarande. Slutligen, eftersom analyterna inte interagerar kemiskt eller fysikaliskt med kolonnen, är det en lägre risk för analytförlust att inträffa. För att specifikt undersöka egenskaperna hos polymerprover kan GPC vara mycket fördelaktigt. GPC tillhandahåller en mer bekväm metod för att bestämma polymerernas molekylvikter. Faktum är att de flesta prover kan analyseras grundligt på en timme eller mindre. Andra metoder som användes tidigare var fraktionerad extraktion och fraktionerad utfällning. Eftersom dessa processer var ganska arbetsintensiva analyserades inte molekylvikter och massfördelningar. Därför har GPC tillåtit snabb och relativt enkel uppskattning av molekylvikter och fördelning för polymerprover. 

## Nackdelar
Det finns dock nackdelar med GPC. För det första finns det ett begränsat antal toppar som kan lösas inom den korta tidsskalan för GPC-körningen. Som teknik kräver GPC också omkring minst 10 procent skillnad i molekylvikt för att en rimlig upplösning av toppar ska inträffa. När det gäller polymerer kommer molekylmassorna för de flesta av kedjorna att vara för nära för att GPC-separationen ska visa något mer än breda toppar. En annan nackdel med GPC för polymerer är att filtrering måste utföras innan instrumentet används för att förhindra att damm och andra partiklar förstör kolonnerna och stör detektorerna. Även om det är användbart för att skydda instrumentet, finns det möjlighet att förfiltrering av provet avlägsnar prov med högre molekylvikt innan det kan laddas på kolonnen. En annan möjlighet att övervinna dessa problem är separationen genom fältflödesfraktionering (FFF). 

## Ortogonala metoder
Fältflödesfraktionering (FFF) kan övervägas som ett alternativ till GPC, särskilt när partiklar eller polymerer med hög molekylvikt orsakar igensättning av kolonnen, skjuvnedbrytning är ett problem eller agglomeration äger rum men inte kan göras synlig. FFF är separation i en öppen flödeskanal utan att ha en statisk fas inblandad så inga interaktioner inträffar. Med en version av fältflödesfraktionering, termisk fältflödesfraktionering , är separation av polymerer med samma storlek men olika kemiska sammansättningar möjlig.